# Giovanna Benedetti
Giovanna Benedetti (Panamá, 1949), estudió Derecho y Ciencias Políticas, especializándose en Derecho de la Cultura y Derecho de Autor, en la Universidad de Panamá, la Universidad Autónoma de Barcelona y la Universidad Complutense de Madrid. Fue directora general del Archivo Nacional de Panamá y ha servido como asesora cultural a la administración gubernamental panameña y como representante de cultura en organismos internacionales.
Su obra literaria ha sido traducida al inglés, alemán, francés, ruso y húngaro. Es además escultora ceramista y artista gráfica.

## Premios
Ha sido ganadora del Concurso Nacional de Literatura "Ricardo Miró" en seis oportunidades, por las siguientes obras: 
- La lluvia sobre el fuego (cuentos, 1981).
- El sótano dos de la cultura (ensayo, 1984),
- Entonces, ahora y luego (poesía, 1992)
- Entrada abierta a la mansión cerrada (poesía, 2005)
- Música para las fieras (poesía, 2013)
- Vértigo de malabares (cuento, 2016)

Giovanna Benedetti ha ganado también el Premio Internacional de Periodismo José Martí en la Habana, Cuba (1991) y dos veces el Premio Samuel Lewis por los ensayos: El camino de los andantes: Bolívar y Don Quijote (1997) y Las claves de Lorca (1998).

## Obra
- La lluvia sobre el fuego (cuentos, 1982).
- El sótano dos de la Cultura (ensayos, 1985).
- Entonces, ahora y luego (Poesía, 1992).
- Camino de los andantes: Bolívar y Don Quijote (Ensayo literario, 1997).
- Lorca: el pentagrama poético de su infinito (ensayo literario, 1998)
- Entrada abierta a la mansión cerrada (Poesía, 2006).
- Música para las fieras (poesía, 2013)